# Иван Николов (контраадмирал)
Вижте пояснителната страница за други личности с името Иван Николов.
Иван Дончев Николов е български морски офицер, контраадмирал.

## Биография
Роден е на 29 ноември 1932 г. в гр. Каварна. Бил е командир на бригада за отбрана на водния район Варна (ОВР). В периода 1981 – 1988 г. е началник-щаб на Военноморския флот на България. След това е назначен за военен, военноморски и военновъздушен аташе на Народна република България в СССР. Умира през 2007 г. Във Военноморска база Варна съществува Център за бойно управление „Контраадмирал Иван Николов (1932 – 2007 г.)“. Синът му Николай Николов също е контраадмирал.